# Амбролаури
Амбролау́ри (груз. ამბროლაური) — город в Грузии. Административный центр Амбролаурского муниципалитета и края Рача-Лечхуми и Нижняя Сванетия.
Расположен на реке Риони.
В городе функционируют пищевкусовая промышленность, швейная фабрика, театр, музей изобразительных искусств, аэропорт.

## История
Селение известно с XVII века как одна из резиденций имеретинских царей. В 1769 году подарено Соломоном I князю Зурабу Мачабели.
C 1810 года в составе Российской империи. Амбролаури входил в состав Рачинского уезда Кутаисской губернии.
27 февраля 1934 года село Амбролаури было переименовано в город Енукидзе в честь советского партийного деятеля А. С. Енукидзе. В 1937 году город Енукидзе был переименован обратно в Амбролаури.
В 1991 году город пострадал от Рача-Джавского землетрясения, оцененного в 8—9 баллов по шкале Рихтера. Главный толчок произошел 29 апреля в 9 ч 12 мин с эпицентром недалеко от посёлка Джава в Южной Осетии. Первый сильный афтершок с эпицентром в районе Амбролаури произошел 3 мая (7—8 баллов по шкале Рихтера).

## Известные уроженцы
- Мачаидзе, Манучар Доментьевич (род. 1949) — советский футболист, полузащитник сборной СССР, мастер спорта.
- Мачаидзе, Гоча Доментьевич (род. 1950) — советский футболист, защитник сборной СССР, мастер спорта.